# Петрос Манталос
Петрос Манталос (грец. Πέτρος Μάνταλος, нар. 31 серпня 1991, Комотіні) — грецький футболіст, півзахисник клубу АЕК.
Виступав, зокрема, за клуб «Шкода Ксанті», а також національну збірну Греції.

## Клубна кар'єра
У дорослому футболі дебютував 2009 року виступами за команду клубу «Шкода Ксанті», в якій провів п'ять сезонів, взявши участь у 81 матчі чемпіонату. 
До складу клубу АЕК приєднався 2014 року. Відтоді встиг відіграти за афінський клуб 47 матчів в національному чемпіонаті. З сезону 2015/16 капітан команди.

## Виступи за збірні
2009 року дебютував у складі юнацької збірної Греції, взяв участь у 5 іграх на юнацькому рівні, відзначившись 2 забитими голами.
Протягом 2011–2012 років залучався до складу молодіжної збірної Греції. На молодіжному рівні зіграв у 6 офіційних матчах.
2014 року дебютував в офіційних матчах у складі національної збірної Греції. Наразі провів у формі головної команди країни 11 матчів, забивши 2 голи.

## Досягнення
- Чемпіон Греції (2):

АЕК: 2017-18, 2022-23
- Володар Кубка Греції (2):

АЕК: 2015-16, 2022-23